# Pau d'Arco do Piauí
Pau d'Arco do Piauí là một đô thị thuộc bang Piauí, Brasil. Đô thị này có diện tích 426,628 km², dân số năm 2007 là 3703 người, mật độ 8,68 người/km².